# Landschaftsschutzgebiet Seitental der Arpe
Das Landschaftsschutzgebiet Seitental der Arpe mit 4,4 ha Flächengröße liegt östlich Altenhellefeld im Stadtgebiet von Sundern im Hochsauerlandkreis. Es wurde 2019 bei der Neuaufstellung vom Landschaftsplan Sundern durch den Kreistag des Hochsauerlandkreises als Landschaftsschutzgebiet (LSG) vom Typ C, Wiesentäler und bedeutsames Extensivgrünland, ausgewiesen.. Das LSG ist umgeben vom Landschaftsschutzgebiet Sundern, von dem es zuvor ab 1993 ein Teil gewesen war. Das LSG reicht im Osten und Süden direkt bis an die Stadtgrenze und grenzt im Westen an das Naturschutzgebiet Feldgehölz Almenscheid.

## Beschreibung
Das LSG umfasst Grünlandflächen in der Ursprungsmulde eines Nebengewässers der Arpe im Gewann Suppschla. Laut Landschaftsplan ist es „Teil eines wertvollen Refugialraumes und Verbundkorridores.“

## Schutzzweck
Der Landschaftsplan führt zum Schutzzweck aus: „Ergänzung der NSG-Festsetzungen der Talauen zu einem Grünlandbiotop-Verbundsystem, das Tieren und Pflanzen Wanderungs- und Ausbreitungsmöglichkeiten schafft und damit der Erhaltung der Leistungsfähigkeit des Naturhaushalts dient. Gleichzeitig wirken die offenen Talauen aufgrund ihrer überwiegenden Lage im waldreichen Plangebiet gliedernd und belebend im Bild der Landschaft und tragen damit zur Sicherung ihrer Vielfalt, Eigenart und Schönheit bei. Weiterhin sollen (Extensiv-)Grünlandflächen erhalten werden, die hervorgehobene Bedeutung für den Biotop- und Artenschutz haben.“

## Rechtliche Vorschriften
Wie in den anderen Landschaftsschutzgebieten vom Typ C in Sundern besteht im LSG ein Verbot der Erstaufforstung und Weihnachtsbaum-, Schmuckreisig- und Baumschul-Kulturen anzulegen. Grünland und Grünlandbrachen dürfen nicht in Acker oder andere Nutzungen umgewandelt werden.

## Gebot und Entwicklungsmaßnahmen
Wie für alle Landschaftsschutzgebiete vom Typ C im Landschaftsplangebiet wurde ein spezielles Gebot erlassen. „Das Grünland ist extensiv zu bewirtschaften, z. B. im Rahmen des Kulturlandschaftspflegeprogrammes des HSK.“
Wie für alle Landschaftsschutzgebiete vom Typ C in Sundern wurde ein spezielles zwei Entwicklungsmaßnahmen festgesetzt. Bei der landwirtschaftlichen Nutzung soll eine extensive Bewirtschaftung mit vertraglicher Regelungen angestrebt werden. Brachflächen sollen sektoral im Turnus von 3 Jahren – jedoch nicht vor dem 1. August eines Jahres – gemäht werden um eine Verbuschung zu verhindern.